# Priorado de Ballinskelligs

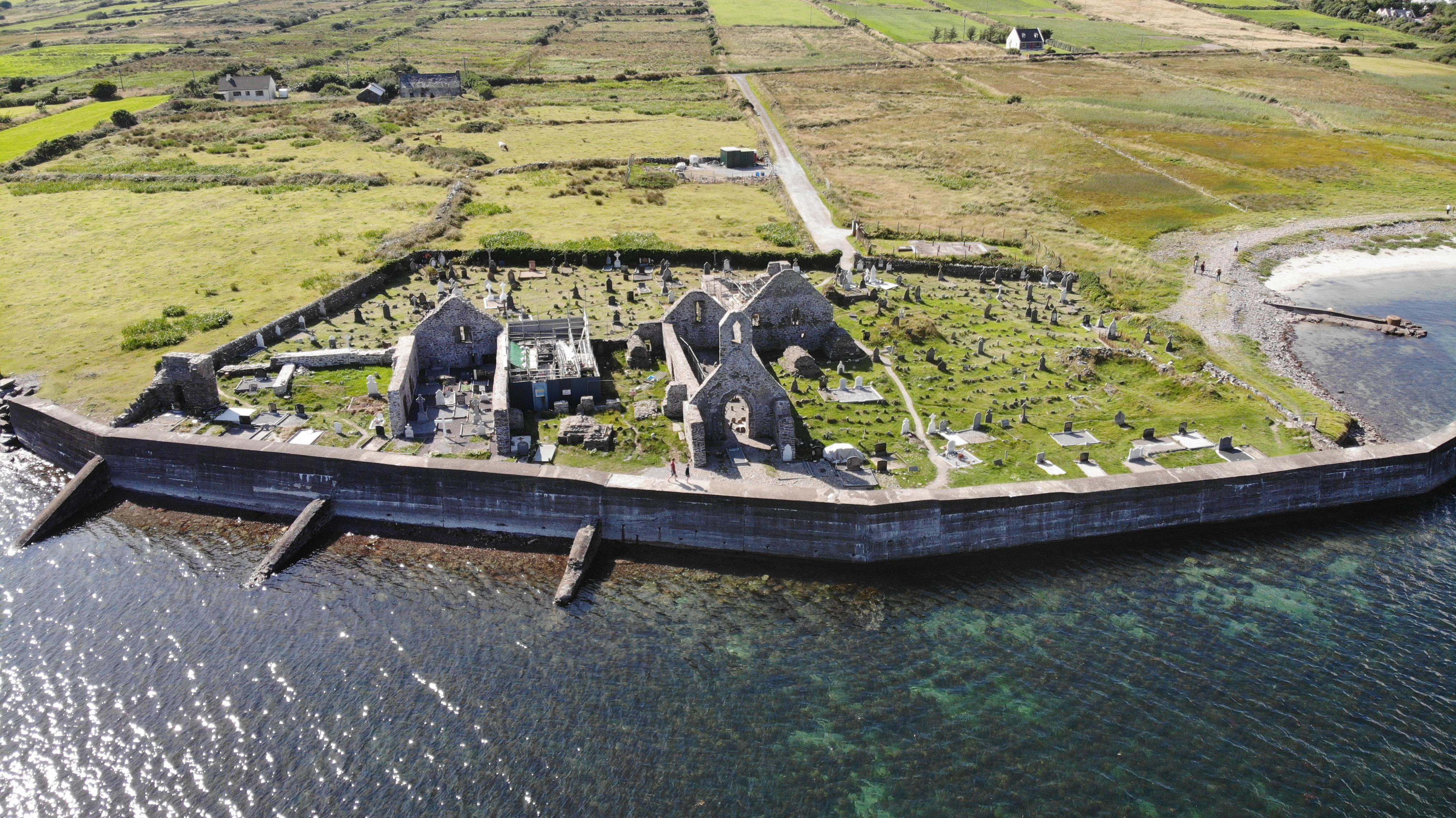
Priorado de Ballinskelligs

Priorado de Ballinskelligs (em irlandês:  Prioreacht Bhaile an Sceilg) foi um priorado agostiniano (estritamente uma casa arrouaisiana de cónegos de Austínia) localizado em Ballinskelligs na Península de Iveragh em Kerry, na Irlanda.